# Auroramina
La auroramina es un alcaloide aislado de las hojas de Gyrocarpus americanus (Hernandiaceae). Sus derivados son:
- Maroumina (N-Metilauroramina) aislado de Gyrocarpus americanus
- Secohomoaromalina(O7-desmetilauroramina): Aislado de Anisocycla jollyana
- Baluchistanamina(O12'-desmetilauroramina): Aislado de Berberis baluchistanica y Berberis lycium.
- Tejedina (Ácido 1′′-Carboxílico, O12′-desmetil, éster metílico): Aislado de  Berberis vulgaris ssp. australis (pf=132 °C)

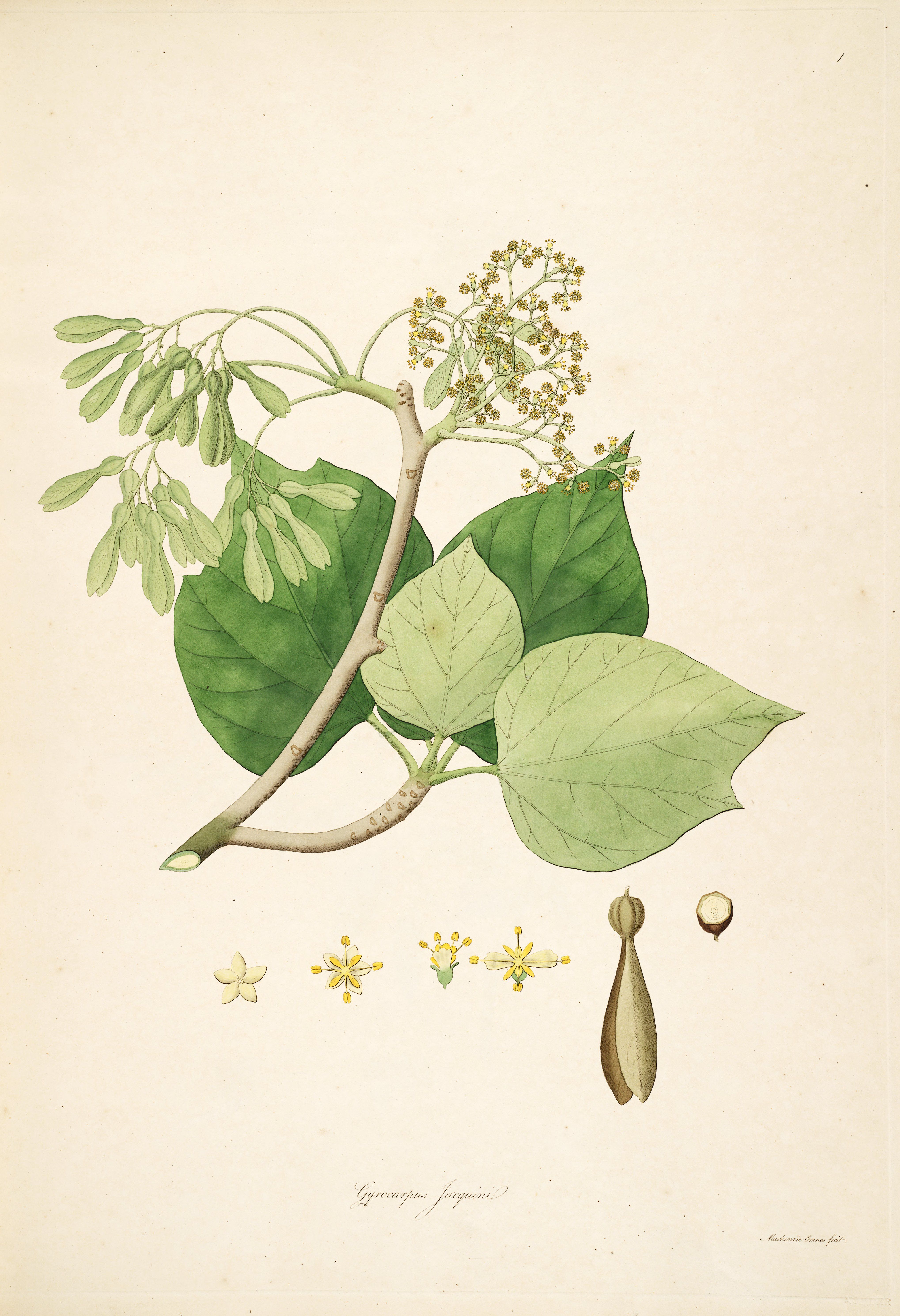
Gyrocarpus americanus